# 1991 في كندا
فيما يلي قوائم الأحداث التي وقعت خلال عام 1991 في كندا.

## سياسة

### تعيين في المنصب
- 21 أبريل – جان شاريه وزير البيئة [الإنجليزية]‏.

### انتهاء فترة المنصب
- 1 يناير – تشارلز توماس Vice Chief of the Defence Staff (Canada) [الإنجليزية]‏.
- 1 يناير – روبرت جورج Commander of the Royal Canadian Navy [الإنجليزية]‏.

## رياضة
- 2 يونيو – جائزة كندا الكبرى 1991 الفائز نيلسون بيكيه.

## أفلام
من الأفلام التي صدرت هذه السنة في كندا:
- 1 يناير – الغداء العاري من إخراج ديفد كروننبرغ.

## برامج ومسلسلات وأنمي
- مغامرات تان تان

## مواليد

### يناير
- 28 يناير – كالم ورثي ممثل كندي.

### مارس
- 4 مارس – ملفين إجيم لاعب كرة سلة كندي.
- 13 مارس – تريستان طومسون لاعب كرة سلة كندي.
- 14 مارس – ريانون فيش
- 17 مارس – ستيفن دياز لاعب كرة مضرب كندي.

### أبريل
- 5 أبريل – ياسين بونو لاعب كرة قدم مغربي.
- 19 أبريل – كيلي أولينيك لاعب كرة سلة كندي.

### يوليو
- 20 يوليو – دوايت باول
- 26 يوليو – دانيال مولينغز لاعب كرة سلة كندي.
- 29 يوليو – بريتو جونز لاعب كرة قدم أمريكية كندي.

### أغسطس
- 20 أغسطس – كوري جوزيف لاعب كرة سلة كندي.

### سبتمبر
- 21 سبتمبر – مياه ماري لانجلويس لاعبة كرة سلة كندية.
- 26 سبتمبر – توماس سكروب

### أكتوبر
- 21 أكتوبر – تايسون هينز لاعب كرة سلة كندي.
- 31 أكتوبر – أوين كلاسن لاعب كرة سلة كندي.

### نوفمبر
- 13 نوفمبر – ديفون بوستيك ممثل كندي.